# Cyclomyces fuscus
Cyclomyces fuscus är en svampart som beskrevs av Kunze ex Fr. 1830. Cyclomyces fuscus ingår i släktet Cyclomyces och familjen Hymenochaetaceae.   Inga underarter finns listade i Catalogue of Life.